# オーレ・ブル
オーレ・ボルネマン・ブル（Ole Borneman Bull、1810年2月5日 - 1880年8月17日）は、ノルウェーのヴァイオリニストならびに作曲家。「ノルウェー初の国際的スター」と呼ばれる。新旧両大陸を股にかけて波瀾万丈の生涯を送り、ヘンリック・イプセンの戯曲『ペール・ギュント』の主人公のモデルにもなった。

## 生い立ちと前半生
ベルゲンに生まれる。父ヨハン（Johan Storm Bull）は息子を聖職者にしたがったが、ブルは音楽の道に進むことを望んだ。4～5歳にして、母親が口ずさんだ歌をヴァイオリンで弾くことができた。9歳で、ベルゲン劇場管弦楽団の第1ヴァイオリンを担当し、ベルゲン・フィルハーモニー管弦楽団と共演してソリストも務めた。18歳の時、フレデリク王立大学に行かされるが、試験に落第してしまう。クリスチャニアの音楽院にも籍を置き、1828年に院長のヴァルデマル・トラーネ（Waldemar Thrane）が病死すると、音楽院とクリスチャニア劇場管弦楽団を監督した。また、ヘンリック・ヴェルゲランと親交を結んだ（ヴェルゲランは後にブルの伝記作家となった）。法学を学ぶふりをしてしばらくドイツで過ごした後、パリへ移るが、最初の1～2年は羽振りが悪かった。1832年に、モラヴィア出身のヴィルトゥオーゾ、ハインリヒ・ヴィルヘルム・エルンストとパリで同室になり、パガニーニ流の演奏様式を手引きされる。パガニーニが演奏活動から引退した時期から、ブルはヴィルトゥオーゾとして大成功を収め、何千回も演奏会を行なった（1837年だけでもイングランドにおいて274回もの演奏会を開いている）。ブルは非常に有名になり、巨万の富を得た。パリでヴィヨームに師事すると、弦楽器職人としても頭角を顕した。アマティやガスパロ・ダ・サロ、グァルネリ、ストラディヴァリらの数々の優れたヴァイオリンやヴィオラを蒐集している。

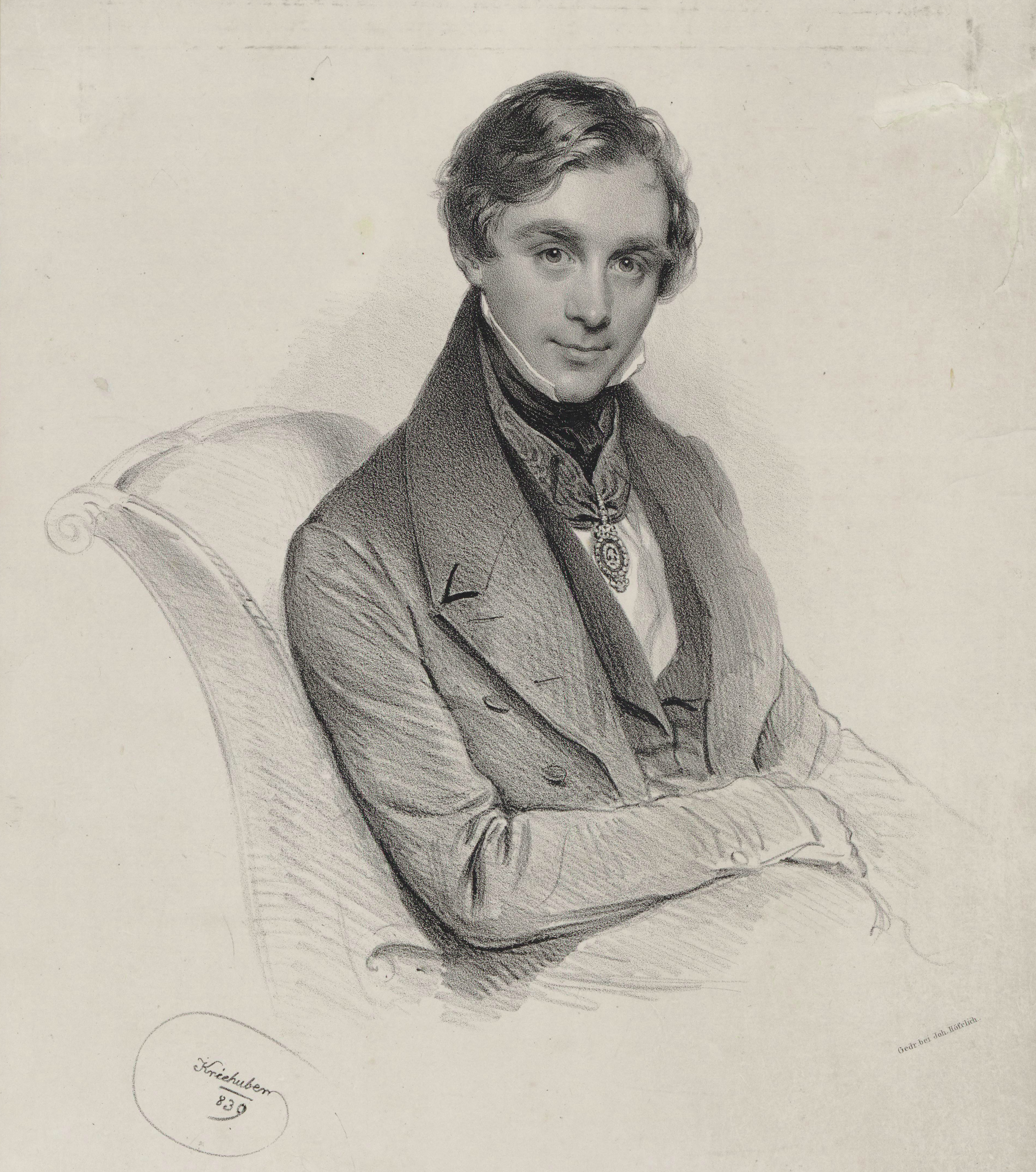
Joseph Kriehuber作
オーレ・ブルのリトグラフ（1839年）

ノルウェーでロマン主義的な民族主義が擡頭すると、ブルもそれにとりつかれ、ノルウェーがスウェーデンから分離して独立国家になるという考えに賞賛を送った（ノルウェーの独立は1905年になって実現される）。そのために、演奏会ではさまざまなノルウェー民謡を演奏した。1850年には、デンマーク語よりもノルウェー語を用いる演劇のための最初の劇場「ベルゲン・ノルウェー劇場（Det Norske Theater in Bergen）」（現在は「国民舞台」（Den Nationale Scene）に改称）の創設者の一人に名を連ねた。
1858年の夏、当時15歳のエドヴァルド・グリーグと出逢う。ブルはグリーグ家と親交があり、ブルの弟イェンスはグリーグの母方の叔母ヨハンネと結婚している。ブルはグリーグの才能を見出すと、息子をライプツィヒ音楽院に入学させて才能を伸ばしてやるよう、その両親に説得した。
ロベルト・シューマンは、ブルは最も偉大なヴィルトゥオーゾの中の一人であり、演奏の速さと明敏さはパガニーニの域に達していると書き残したことがある。ブルはフランツ・リストとも親交があり、何度か共演したことがあった。

## アメリカ
ブルは、たびたびアメリカ合衆国を訪れては、大成功に恵まれた。1853年、ペンシルベニア州に広大な土地を手に入れて入植地を設け、ニュー・ノルウェーと名付けた。同年5月24日に1万388ドルで公式に11,144エーカー（約45キロ平米）もの土地を購入した。土地は4つの区域に分けられた。ニュー・ベルゲン（現在のカーター・キャンプ）、その南10キロメートルに位置するオレアーナ（）、ニュー・ベルゲンより1マイル（1.6キロメートル）南に位置するニュー・ノルウェー、そしてヴァルハラであった。ブルは、ヴァルハラの最高地点を「Nordjenskald」と呼んで、そこに城を建てようとしたが果たせなかった。ろくに耕された土地もなく開拓事業が間もなく頓挫すると、ブルは演奏活動に復帰した。

## 家庭生活と晩年
1836年にフランス人女性のアレクサンドリーヌ・フェリシー・ヴィルミノ（Alexandrine Félicie Villeminot）と結婚し、以下の6児を儲けた。ほとんどの子供が早世であり、1862年にはアレクサンドリーヌにも先立たれている。
- Ole Storm Felix Bull (1837年 - 1839年)
- Alexander Ole Felix Etienne Bull (1839年 - 1914年)
- Thorvald Bull (1841年 - 1862年)
- Eleonore Felicie Bull (1843年 - 1923年)
- Ernst Bornemann Bull (1844年、生後5日で死去)
- Lucie Edvardine Bull (1846年 - 1868年)

1868年にウィスコンシン州マディソンで演奏会を開いた後で、富豪の材木商の娘セーラ・チャップマン・ソープ（Sara Chapman Thorp, 1850年-1911年）と出逢う。1870年に再び訪米すると、2人の歳の差にもかかわらずブルは求婚し始め、同年6月にノルウェーで密かに結婚した。同じく1870年の後半にマディソンで晴れて公に挙式を行なった。セーラ夫人とは、一女オレア（Olea, 1871年-1913年）を儲けた。
1872年には、ベルゲンの南に位置する、ホルダラン県オスのリーショーエン島（またはリーソーエン島）を購入し、建築家コンラート・フレドリーク・フォン・デア・リッペを雇って、島の邸宅を設計させた。この邸宅は今日、オーレ・ブル博物館リーショーエンとして、コーデー・ベルゲン美術館の一角を成している。
1880年に病身を押してシカゴで引退公演を行なった後、同年8月17日に癌のためリーショーエン島の自邸で息を引き取った。ブルの葬列は、おそらくノルウェーの歴史に残る最大の見世物であり、ブルの名声を裏付けるものとなった。遺体亡を運ぶ船を、15隻の蒸気船と何百隻もの（一説によると1千隻の）小舟が先導したのであった。
セーラ・ブルは、晩年の夫の演奏旅行に同伴し、時には手ずからピアノの伴奏を受け持った。ブルの没後、遺族はマサチューセッツ州ケンブリッジに移住した。セーラは同地の文化界の中心人物となり、1883年には夫についての回想録を上梓している。後年はヒンドゥー教の思想に興味を寄せ、グルの初期の渡米を援助した。

## 現在

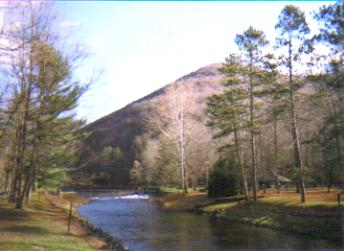
オーレ・ブル州立公園（アメリカ、ペンシルベニア州）

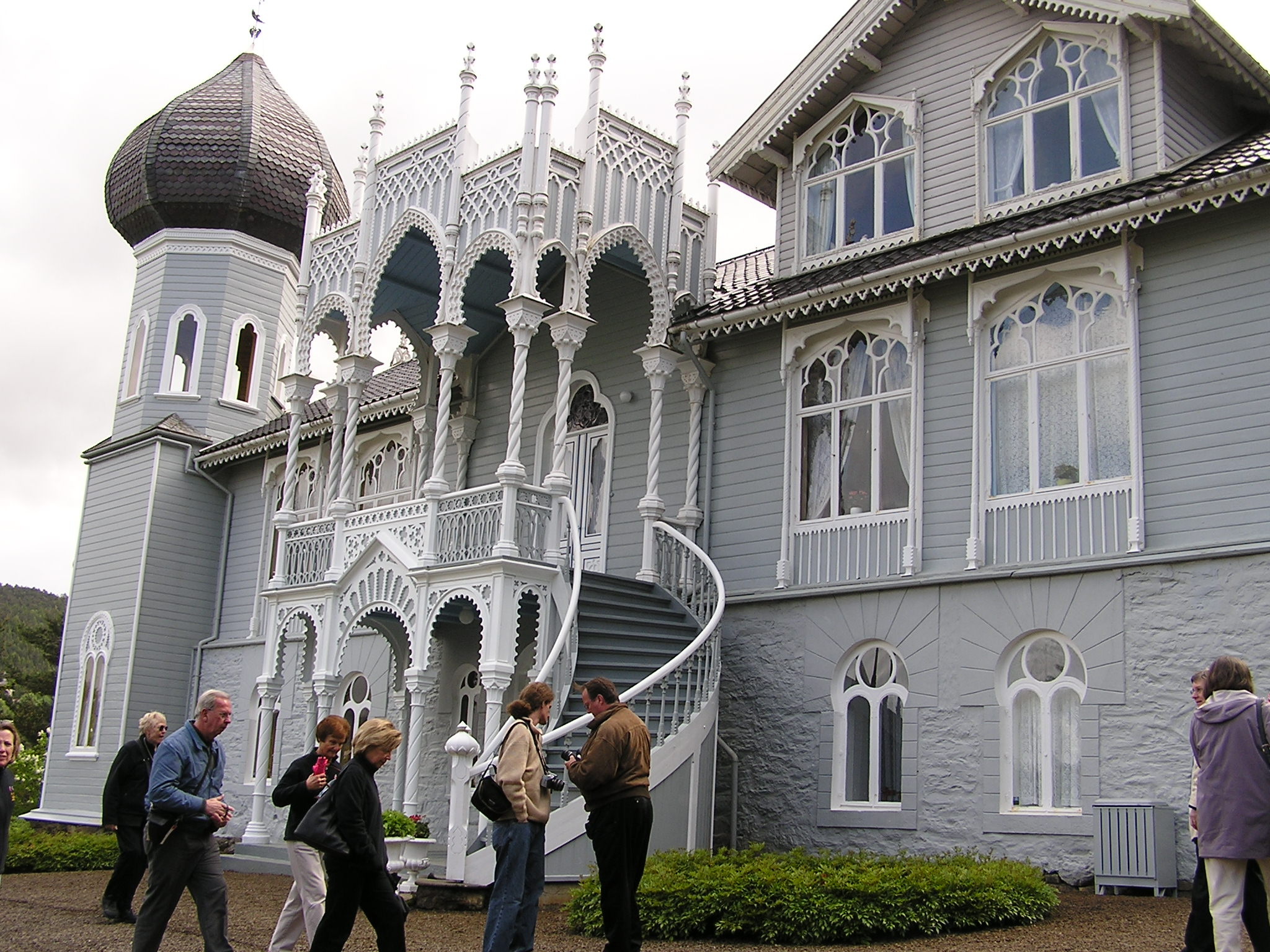
リーショーエン島オーレ・ブルの家（城）

ペンシルベニア州ポッター郡のOleona村は、ペンシルベニア北部の山間に位置し、ルート44とルート144（オーレ・ブル・ロード）が交差する地点である。現在、地図ではOleonaとなっているが、村の境界線を示す標識にはOleanaと書かれている。サスケハナ州有林の中に、オーレ・ブル州立公園）があって、ここはブルが最初に入植地にしようと選んだ場所である。未完成のオーレ・ブル城が残された場所は散策路の中にあり、ハイキング客がさかんに訪れている。山側の景色はとても美しく、公園事務所によって管理されている。
他にも、ブルの名前を残す場所がアメリカにある。たとえば、ケンタッキー州にあるマンモス・ケーブ国立公園には、オーレ・ブル・コンサート・ホールという名の場所がある。ブルがかつてこの場所でコンサートを行ったことに由来する。また、ミネソタ州ミネアポリスのロリング公園には、ブルを記念した大きな銅像がある。
2006年、ノルウェーの写真家アスラク・オーフスの監督による映画 "Ole BullｰThe Titan" が発表された。ブルの偉業と、ベルゲンに残されたままだったフランス人の妻と子供たちの受ける衝撃を描く内容であった。

## 代表曲
ブルは何曲かの曲を書いているが、その多くは現存していない。
- セーテルの娘の日曜日 (Sætergjentens søndag) - 歌曲。おそらくブルの最も有名な作品で、弦楽合奏をはじめ沢山の編曲がある。
- 夜想曲 op.2
- ポラッカ・ゲッリエラ (Polacca Guerriera)
- ヴァイオリン協奏曲 ホ短調